# La Paix universelle
La Paix universelle est le 21e épisode de la saison 4 de la série télévisée Angel.

## Résumé
Wesley, Fred, Gunn et Lorne, surpassés par le nombre, sont faits prisonniers par Connor et les séides de Jasmine et sont emmenés à l'hôtel Hyperion. Jasmine se prépare pour un entretien télévisé qui va lui permettre de pousser le monde entier à l'adorer tandis que le groupe découvre que Connor peut voir Jasmine sous sa véritable apparence mais que cela ne l'empêche pas de la servir. Pendant ce temps, Angel arrive dans un temple consacré à Jasmine, dont le prêtre lui explique que le gardien du véritable nom de Jasmine ne révèlera celui-ci que dans son dernier souffle. Angel commence à combattre ce gardien démoniaque à la bouche cousue. 
Connor retrouve Cordelia, toujours dans le coma, et lui parle, expliquant que toute sa vie a été bâtie sur des mensonges et que, bien qu'ayant vu tout de suite la véritable nature de Jasmine, ce mensonge lui a paru meilleur que les autres et lui donnait le sentiment d'appartenir à un groupe. Mais il ne ressent pas la paix qu'apporte Jasmine au monde et est donc plus seul que jamais. Jasmine commence sa conférence de presse mondiale quand un portail s'ouvre et Angel en sort avec la tête du gardien. Il lui découd la bouche et le gardien prononce le véritable nom de Jasmine, tout le monde voyant alors sa véritable apparence. L'emprise de Jasmine sur les gens disparaît immédiatement et le chaos et la panique se répandent. Jasmine reproche à Angel de l'avoir empêché de propager la paix sur toute la Terre et de sacrifier ainsi la vie de millions de personnes pour quelques-unes qu'elle dévore de temps en temps. Angel lui oppose le libre-arbitre et que les humains doivent rester maître de leurs destins. Jasmine s'apprête à tuer Angel quand Connor intervient et la tue. Connor prend ensuite la fuite et Angel retrouve le reste de l'équipe. Il s'inquiète pour son fils et c'est alors que Lilah Morgan apparaît en félicitant l'équipe pour avoir mis fin à la paix universelle.  

## Statut particulier
Brian Ford Sullivan, du site Futon Critic, classe l'épisode à la 25e place des meilleurs épisodes de séries télévisées de 2003, commentant qu'il introduit « certains éléments intéressants dans la classique confrontation avec le grand méchant, l'équipe d'Angel apprenant que s'ils triomphent de Jasmine, ils mettront fin à la paix offerte au monde ». Noel Murray, du site The A.V. Club, estime que l'épisode fonctionne bien dans l'ensemble, notamment pour tout ce qui touche à Connor, mais qu'il n'atteint pas le niveau émotionnel de Douce Béatitude et La Balle magique, « s'appuyant trop lourdement sur des dialogues » très pertinents en théorie mais où « la barre est placée trop haut ». Le site Critically Touched, lui donne la note de A-, évoquant une conclusion d'arc narratif « haletante et très intense » et qui « fonctionne parfaitement en tant qu'exploration de l'humanité, du libre-arbitre et de son coût » malgré quelques détails ennuyeux comme l'infographie assez horrible de la dimension démoniaque et le baiser absurde et totalement gratuit que Jasmine donne à Angel au cours de leur combat, qui reste néanmoins « l'un des meilleurs de toute la série ».

## Distribution

### Acteurs crédités au générique
- David Boreanaz : Angel
- Charisma Carpenter : Cordelia Chase
- J. August Richards : Charles Gunn
- Amy Acker : Winifred Burkle
- Vincent Kartheiser : Connor
- Andy Hallett : Lorne
- Alexis Denisof : Wesley Wyndam-Pryce

### Acteurs crédités en début d'épisode
- Gina Torres : Jasmine
- Stephanie Romanov : Lilah Morgan

### Acteurs crédités en fin d'épisode
- Robert Towers : le grand prêtre
- Bonita Friedericy : Patience
- Eliza Pryor Nagel : Susan